# 伯兴根
伯兴根是德国莱茵兰-普法尔茨州的一个市镇。总面积5.35平方公里，总人口788人，其中男性391人，女性397人（2011年12月31日），人口密度147人/平方公里。